# Egidio Miragoli

Biskop Egidio Miragoli heraldiska vapen.

Egidio Miragoli, född 20 juli 1955 i Pandino i Italien, är en italiensk katolsk präst, som blev prästvigd 1979 i Lodi. Han är författare samt biskop i Mondovìs katolska stift som omfattar hela provinsen Cuneo.
Han utsågs den 29 september 2017 till Mondovìs biskop av påven Franciskus. Han biskopsvigdes den 11 november och välkomnades till Mondovìs stift den 11 november.

## Böcker
- Il sacramento della penitenza. Il ministero del confessore: indicazioni canoniche e pastorali, curatela. Milano, Àncora Editrice, 1999, ISBN 88-7610-764-9
- Il Consiglio pastorale diocesano secondo il Concilio e la sua attuazione nelle diocesi lombarde, tesi di dottorato, Roma, Pontificia università gregoriana, 2000, ISBN 88-7652-855-5